# GDH 559
GDH 559有限公司（[Gross Domestic Happiness Co., Ltd.] 错误：{{Lang}}：無法辨識語言標籤 -en（帮助）），熟称GDH 559或GDH。是成立于2016年1月5日的制作公司，总部立于泰国曼谷，附属于泰国GMM Grammy娱乐集团。公司前身为电影制片厂GTH（GMM Tai Hub）。

## 背景

GDH 559已弃用的商标。

## 作品列表
- 模犯生
- 寄身100天